# Igor Omulecki
Igor Piotr Omulecki (ur. 1973 w Łodzi) – polski artysta wizualny, fotograf i pedagog.

## Życiorys
Absolwent Wydziału Operatorskiego i Wydziału Fotografii w Państwowej Wyższej Szkole Filmowej, Telewizyjnej i Teatralnej im. Leona Schillera w Łodzi. W 2018 na Akademii Sztuki w Szczecinie uzyskał stopień doktora sztuk plastycznych na podstawie pracy Mikado. Obrazy postfotograficzne (promotorka – Danuta Dąbrowska-Wojciechowska).
Igor Omulecki związany z fotografią artystyczną od końca lat 90. XX wieku – mieszka w Falenicy i pracuje w Warszawie. Jest wykładowcą Akademii Sztuki w Szczecinie. Miejsce szczególne w jego twórczości zajmuje fotografia kreacyjna (poszukująca), fotografia portretowa. Jako fotograf współpracował (m.in.) z agencjami: GalleryStock, Machas, Pocko People, Piktogram oraz Galerią Le Guern. Jest autorem zdjęć publikowanych m.in. w Capricious, Cross, Elle, Eye Magazine, Exklusiv, Fluid, Machina, Shoots, Pani, Playboy, Pocko Times, Przekrój, Twój Styl, Vice, Viva.
Igor Omulecki jest autorem i współautorem wielu wystaw fotograficznych; autorskich, zbiorowych oraz pokonkursowych – w Polsce i za granicą. Brał aktywny udział w Międzynarodowych Salonach Fotograficznych, zdobywając wiele akceptacji, medali, nagród, wyróżnień, dyplomów oraz listów gratulacyjnych.
W 2012 roku został stypendystą Ministerstwa Kultury i Dziedzictwa Narodowego. Prace Igora Omuleckiego znajdują się (m.in.) w zbiorach Jankilevitsch Collection.

## Wybrane wystawy
| Lp. | Tytuł wystawy                                       | Miejsce                                    | Data | Miejscowość    | Kraj            |
| --- | --------------------------------------------------- | ------------------------------------------ | ---- | -------------- | --------------- |
| 1   | Relax, Just Do It – Projekt-relations               |                                            | 2004 | Cieszyn        | Polska          |
| 2   | Nowi współcześni 2005                               |                                            | 2005 | (m.in.) Londyn | Wielka Brytania |
| 3   | Obraz – środkowoeuropejski autoportret              | Galeria Lumen                              | 2005 | Bratysława     | Słowacja        |
| 4   | Corbett Projects                                    | The Glass House Gallery                    | 2006 | Londyn         | Wielka Brytania |
| 5   | Teraz Polska                                        | Yours Gallery                              | 2006 | Warszawa       | Polska          |
| 6   | Nowi dokumentaliści                                 | CSW Zamek Ujazdowski                       | 2006 | Warszawa       | Polska          |
| 7   | Czarne gwiazdy na białym niebie                     | Chateau de Sacy                            | 2006 | Sacy-le-Petit  | Francja         |
| 8   | Nie wystarczy                                       | CBKG                                       | 2007 | Arnhem         | Holandia        |
| 9   | Towarzystwo gimnastyczne Transvizualia 007          |                                            | 2007 | Gdynia         | Polska          |
| 10  | Efekt czerwonych oczu                               | CSW Zamek Ujazdowski                       | 2008 | Warszawa       | Polska          |
| 11  | Videozone 4 wideo biennale                          | Centrum Sztuki Contemoprary                | 2008 | Tel Awiw       | Izrael          |
| 12  | Towarzystwo Lekarskie                               | Galeria Le Guern                           | 2009 | Warszawa       | Polska          |
| 13  | Czarne Gwiazdy na Białym Niebie                     | Muzeum MAN – Château de Sacy               | 2009 | Pikardia       | Francja         |
| 14  | Piekło                                              | Inspiracje Festiwal                        | 2010 | Szczecin       | Polska          |
| 15  | TO                                                  | Galeria Le Guern                           | 2011 | Warszawa       | Polska          |
| 16  | Damy z pieskiem i małpką                            | Królikarnia – Muzeum Narodowe              | 2012 | Warszawa       | Polska          |
| 17  | Kurators Network – Group Show                       | MOCAK                                      | 2013 | Kraków         | Polska          |
| 18  | Black Suns                                          | Galeria Wschodnia                          | 2013 | Łódź           | Polska          |
| 19  | WaveHerd                                            | Galeria Le Guern                           | 2013 | Warszawa       | Polska          |
| 20  | The Whisperers                                      | Matadero Madrid                            | 2013 |                |                 |
| 21  | Showroom                                            | Muzeum Sztuki Nowoczesnej                  | 2013 | Warszawa       | Polska          |
| 22  | Domy srebrne jak namioty                            | Zachęta Narodowa Galeria Sztuki            | 2013 | Warszawa       | Polska          |
| 23  | Instant Curiosities                                 | Galeria Miejska Arsenał                    | 2013 | Poznań         | Polska          |
| 24  | Jak widać – Polska sztuka dzisiaj                   | Muzeum Sztuki Nowoczesnej                  | 2014 | Warszawa       | Polska          |
| 25  | Domy srebrne jak namioty                            | Muzeum Współczesne                         | 2014 | Wrocław        | Polska          |
| 26  | Proces                                              | Neue Galerie im Höhmannhaus                | 2014 | Augsburg       | Niemcy          |
| 27  | Papieże                                             | MOCAK                                      | 2014 | Kraków         | Polska          |
| 28  | Tryptyk rodzinny                                    | Galeria Wschodnia                          | 2014 | Łódź           | Polska          |
| 29  | Opady – kolejna pusta przestrzeń                    |                                            | 2014 | Berlin         | Niemcy          |
| 30  | Echa – MFK 2014                                     | Galeria Sztuki Współczesnej Bunkier Sztuki | 2014 | Kraków         | Polska          |
| 31  | Kosmos                                              | Galeria PF Zamek                           | 2015 | Poznań         | Polska          |
| 32  | WaveHerd                                            | Galeria 44                                 | 2015 | Toronto        | Kanada          |
| 33  | Nie mówię                                           | Koło Falenica                              | 2015 | Warszawa       | Polska          |
| 34  | Karaoke                                             | Piktogram                                  | 2015 | Warszawa       | Polska          |
| 35  | Koło Falenica 21.08                                 | Koło Falenica                              | 2015 | Warszawa       | Polska          |
| 36  | Kryzys to dopiero początek – Sic                    | Biuro Wystaw Artystycznych                 | 2015 | Wrocław        | Polska          |
| 37  | Porządek z chaosu                                   | Galeria Le Guern                           | 2015 | Warszawa       | Polska          |
| 38  | Dźwięki ciszy                                       | Biuro Wystaw Artystycznych                 | 2015 | Jelenia Góra   | Polska          |
| 39  | Nie Targi                                           | Piktogram                                  | 2015 | Warszawa       | Polska          |
| 40  | Dźwięki ciszy                                       | Muzeum Współczesne                         | 2016 | Wrocław        | Polska          |
| 41  | Anarchia i nowa sztuka                              | Century of Dada – Centrum Rzeźby Polskiej  | 2016 | Orońsko        | Polska          |
| 42  |                                                     | Salon nowej fotografii – Raster            | 2016 | Warszawa       | Polska          |
| 43  | Gigantes y Derivas – procesos del arte monumental   | Ex - Cárcel de Cuenca                      | 2016 | Cuenca         | Ekwador         |
| 44  | Media Stan wyjątkowy – Partytury                    | Muzeum Sztuki Współczesnej                 | 2016 | Szczecin       | Polska          |
| 45  | Singiel                                             | MFF                                        | 2016 | Warszawa       | Polska          |
| 46  | Abstract Lanscape – Kolekcja Jankilevitscha         | Galeria Metropolitan                       | 2016 | Warszawa       | Polska          |
| 47  | Neverland                                           | Piktogram                                  | 2017 | Warszawa       | Polska          |
| 48  | Czynniki pobudzające                                | Galeria Kobro                              | 2017 | Łódź           | Polska          |
| 49  | Późna polskość – Formy tożsamości narodowej po 1989 | CSW Zamek Ujazdowski                       | 2017 | Warszawa       | Polska          |
| 50  | Połączenie Warszawa – Zakopane                      | Królikarnia – Muzeum Narodowe              | 2017 | Warszawa       | Polska          |

Źródło

## Wybrane publikacje (książki)
- A Process (Der Greif 2014)
- Maria Papa Rostowska – Kobieta z marmuru (Muzeum Narodowe w Warszawie 2014)
- Adam Mazur – Kocham fotografię (Stowarzyszenie 40 000 malarzy 2009)
- Adam Mazur – Historia fotografii w Polsce 1839–2009 (Fundacja Sztuk Wizualnych 2010)
- Open Thore – Sztuka współczesna a fenomen Jana Pawła II (DPT w Wigrach 2011)
- Adam Mazur – Decydujący moment (Karakter 2012)
- 303 Zdjęcia, które musisz wiedzieć (Prasa 2013)

Źródło